# آندریا دلکارو
آندریا دلکارو (انگلیسی: Andrea Delcarro؛ زادهٔ ۲۵ مارس ۱۹۹۳) بازیکن فوتبال اهل ایتالیا است.